# Sușceanî, Kaharlîk
Sușceanî (în ucraineană Сущани) este o comună în raionul Kaharlîk, regiunea Kiev, Ucraina, formată numai din satul de reședință.

## Demografie
Componența lingvistică a comunei Sușceanî
     Ucraineană (98,72%)
     Rusă (1,09%)
     Alte limbi (0,18%)
Conform recensământului din 2001, majoritatea populației comunei Sușceanî era vorbitoare de ucraineană (98,72%), existând în minoritate și vorbitori de rusă (1,09%).